# Jerzy Jasieńko
Jerzy Wojciech Jasieńko (ur. 4 października 1953) – polski inżynier budownictwa, profesor nauk technicznych, specjalista w dziedzinie ochrony zabytków, w kadencji 2016–2020 prorektor Politechniki Wrocławskiej.

## Życiorys
Absolwent Wydziału Budownictwa Lądowego Politechniki Wrocławskiej (1977), w 1985 uzyskał stopień naukowy doktora (na podstawie pracy Analiza pracy statycznej zginanych konstrukcji żelbetowych wzmacnianych zbrojeniem doklejanym), w 2002 habilitował się (w oparciu o rozprawę zatytułowaną Połączenia klejowe w rehabilitacji i wzmacnianiu zginanych belek drewnianych), w 2009 otrzymał tytuł profesora nauk technicznych. Zawodowo związany z PWr, w 2006 objął stanowisko profesora na tej uczelni. W 2008 został dyrektorem Instytutu Budownictwa Politechniki Wrocławskiej, wykłada na Wydziale Budownictwa Lądowego i Wodnego oraz Wydziale Architektury. Specjalizuje się w budownictwie ogólnym, konserwacji zabytków, konstrukcjach drewnianych i murowych, wzmacnianiu konstrukcji. W 2016 powołany na prorektora Politechniki Wrocławskiej do spraw organizacji i rozwoju.
Członek różnych międzynarodowych i polskich organizacji oraz stowarzyszeń, m.in. ICOMOS (International Council on Monuments and Sites), IABSE (International Association for Bridge and Structural Engineering), Stowarzyszenia Konserwatorów Zabytków. Został członkiem prezydium PKN ICOMOS, członkiem Rady Ochrony Zabytków przy ministrze kultury i dziedzictwa narodowego, członkiem Sekcji Konstrukcji Drewnianych Polskiej Akademii Nauk, członkiem rady naukowej Krajowego Ośrodka Badań i Dokumentacji Zabytków, ekspertem Fundacji Romualdo Del Bianco (Florencja), a także członkiem rad programowych pism „Wiadomości Konserwatorskie” oraz „Ochrona Zabytków”. Od 2002 do 2009 pełnił funkcję przewodniczącego rady Dolnośląskiej Okręgowej Izby Inżynierów Budownictwa. W 2009 wszedł w skład Społecznego Komitetu Odnowy Zabytków Krakowa (SKOZK). W 2002 objął funkcję prezesa zarządu głównego Stowarzyszenia Konserwatorów Zabytków. W 2017 został przewodniczącym Głównej Komisji Konserwatorskiej działającej przy generalnym konserwatorze zabytków.
Opublikował ponad 90 prac naukowych oraz naukowo-technicznych, poświęconych głównie naprawie, konserwacji i wzmacnianiu elementów konstrukcyjnych budowli zabytkowych, wykorzystaniu mechanicznych i klejowych połączeń, osuszaniu i izolacji budowli.

## Odznaczenia i wyróżnienia
W 2013, za wybitne zasługi w działalności na rzecz kultury polskiej i zachowania dziedzictwa kulturowego, prezydent Bronisław Komorowski odznaczył go Krzyżem Kawalerskim Orderu Odrodzenia Polski. W 2000 otrzymał Srebrny Krzyż Zasługi. W 2012 został wyróżniony Srebrnym Medalem „Zasłużony Kulturze Gloria Artis”, a w 2021 Złotą Odznaką Honorową Wrocławia.